# Visconde da Sobreira
Visconde da Sobreira é um título nobiliárquico criado por D. Luís I de Portugal, por Decreto de 23 de Novembro de 1886, em favor de Gaspar Pinto de Magalhães e Aguiar.
Titulares
1. Gaspar Pinto de Magalhães e Aguiar, 1.º Visconde da Sobreira.